# VfB Friedberg
VfB Friedberg is een Duitse sportclub uit Friedberg, Hessen. De club is actief in atletiek, aerobics, fitness, voetbal, waterpolo en zwemmen.

## Geschiedenis
De club werd opgericht op 1 januari 1918 door een fusie tussen FV Grün-Weiß 1904 Friedberg en FC Merkur 1905 Friedberg. In 1921 promoveerde de club naar de hoogste klasse van de Maincompetitie. De club werd laatste en degradeerde meteen weer. 
In 1932 promoveerde de club terug, maar werd ook nu laatste. Na dit seizoen kwam de NSDAP aan de macht in Duitsland, zij herstructureerden de hele competitie. De Zuid-Duitse voetbalbond en zijn competities werden ontbonden en de Gauliga werd ingevoerd als nieuwe hoogste klasse. Dit betekende voor vele clubs een einde aan een periode in de hoogste klasse, echter vormde Friedberg hier een uitzondering op. Als er niets aan de competitie gewijzigd was zouden ze gedegradeerd zijn, maar vanwege de geografische ligging van de club werd Friedberg toch opgenomen in de Gauliga Hessen en speelde er een goed eerste seizoen. Ze verloren slechts één thuiswedstrijd en werden uiteindelijk tweede achter Borussia Fulda. De volgende seizoenen eindigde de club in de middenmoot en flirtte zelfs even met degradatie. Ondanks een zesde plaats in 1938/39 trok de club zich terug uit de competitie in 1939 omdat ze geen volwaardig team meer konden opstellen. 
In 1949 promoveerde de club naar de Amateurliga Hessen. In 1957 werden ze hier vicekampioen en een jaar later kampioen en werden daarop ook Zuid-Duits amateurkampioen. Hierdoor mochten ze ook deelnemen aan het nationaal amateurkampioenschap, maar hier werden ze meteen verslagen door Rapide Wedding. Via de eindronde promoveerde Friedberg ook naar de II. Oberliga, maar kon hier maar één seizoen standhouden. In 1963 degradeerde de club uit de Amateurliga.